# Casalgrande Alto
Casalgrande Alto (Càsalgrând Elt, in dialetto reggiano) è una frazione del comune di Casalgrande, in provincia di Reggio Emilia, in Emilia-Romagna. Il paese conta 3.129 abitanti e dista dal capoluogo comunale circa 1,5 km e dalla città di Reggio Emilia circa 14 km. In questa zona comunale vi si trova il Castello di Casalgrande (un antico castello medievale), un oratorio risalente ai tempi del medioevo e la Chiesa seicentesca di San Bartolomeo.

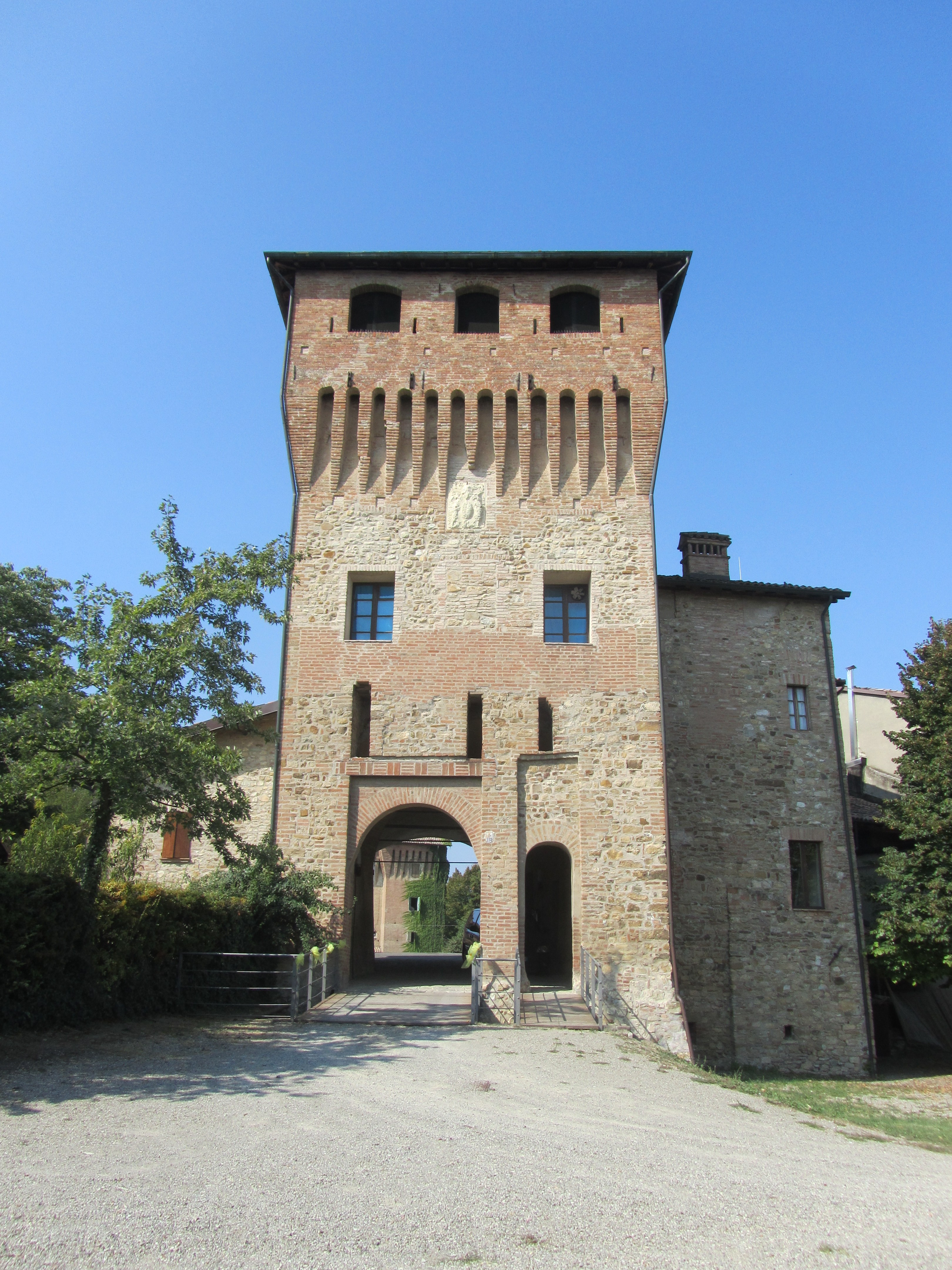
Il castello medievale

L'oratorio risalente ai tempi del medioevo

Uno scorcio di Casalgrande Alto